# 小行星3204
小行星3204（3204 Lindgren）是一颗围绕太阳公转的小行星。1978年9月1日，尼古拉·切爾尼赫在克里米亚发现了此天体。
該小行星以瑞典作家阿思緹·林格倫命名。
这颗小行星的绝对星等为298.82068等。